# Lodovico Adimari
Lodovico Adimari fue un poeta italiano nacido en Nápoles el 3 de septiembre de 1644 y fallecido en Florencia el 22 de junio de 1708.

## Biografía
Hijo de Luis Zanobi Adimari y la española doña Ángela de Bivero Tassis, aunque su familia era natural de Florencia, nació en la rama de los Adimari que se trasladó a Nápoles. 
Estudió Ciencias Naturales como alumno de Luca Terenzi en la Universidad de Pisa, donde demostró un talento especial para la poesía y sobre todo para la sátira. 
Según el crítico literario Giovanni Mario Crescimbeni trabajó con notable claridad y con nobles frases poéticas, y como era muy erudito y bien entendido en la ciencia, sus composiciones estaban enriquecidas con la sabiduría.
Permaneció durante varios años en la corte de Mantua donde se ganó el favor del duque Fernando Carlos de Gonzaga-Nevers, que le dio el título de marqués y caballero de cámara. Poco después fue admitido en la Accademia della Crusca de Florencia el 18 de septiembre de 1691 y en la Academia de la Arcadia de Roma, bajo el seudónimo de Termisto Marateo. 
En 1697 el Gran Duque Cosme III de Médici lo llamó a Florencia para aceptar la presidencia de la lengua toscana en el Studio Fiorentino después de la desaparición del famoso profesor Francesco Redi. También fue nombrado jinete de la Accademia de Nobili.

## Obra
Entre otras compuso dos adaptaciones de Le gare dell'amore e dell'amicizia (Duelo de amor y amistad, de Jacinto de Herrera Sotomayor) y Carceriere di sé medesimo (El alcaide de sí mismo, de Calderón de la Barca).